# 賴崇光
賴崇光（1963年10月17日—），為台灣的棒球選手，曾經效力於中華職棒統一獅隊，守備位置為捕手。

## 背號
- 2（1990年-1995年）
- 28（1997年-2001年）

## 個人年表
- 1981年 -- 第一屆IBA世界青棒錦標賽中華青棒代表隊
- 1982年 -- 第十五屆羅德岱堡青棒賽中華青棒代表隊
- 1995年 -- 亞洲太平洋超級棒球賽統一獅職棒代表隊

## 經歷
- 屏東縣竹田國小少棒隊
- 屏東縣美和中學青少棒隊
- 屏東縣美和中學青棒隊（大武）
- 陸光棒球隊
- 台電棒球隊
- 統一棒球隊
- 中華職棒統一獅隊（1990年～2001年）
- 新竹信念壘球隊教練
- 新竹崇光棒壘專賣店負責人

## 生涯歷程

### 求學時期
賴崇光最早開始接觸棒球是在國小時期，當時就讀屏東縣竹田國小的他，因為喜歡運動，在國小三年級時被選入竹田國小少棒隊，但球隊在他國小四年級時解散了。賴崇光並沒有因此放棄棒球，國小六年級時，他轉學到了屏東縣內埔國小，當時內埔國小的少棒隊教練就是前時報鷹總教練李瑞麟。
國中順利進入了傳統名校美和中學國中部，並繼續在李瑞麟教練的指導下慢慢成長。當時美和中學國中部棒球隊內相當競爭，國一選進七十二名學生開始訓練，但最後到了國三時，只剩下十四名的球員能夠當選主力，而賴崇光就是那十四人之一。
接著進入了美和中學高中部，當時美和中學高中部棒球隊教練，就是兄弟象隊前總教練曾紀恩。在美和中學高中部棒球隊時期，賴崇光便入選了中華代表隊國手，並參與了多次國際賽事如佛羅里達國際邀請賽、威廉波特等，與他同期的國手還有汪俊良（前統一獅球員）、陳義信（前兄弟象球員）、陳金茂（前味全龍球員）及黃煚隆（前味全龍球員）等優異好手，這樣的陣容在當時可說是一時之選。
當記者問到李總教練和曾總教練的教球、帶隊風格有什麼不同時，賴崇光說李瑞麟教練比較像是美式風格的棒球，較注重力量部份；而曾紀恩教練是以日式風格的棒球教學，也就是注重戰術層面。此外，賴崇光也提到，他當時相當感謝李瑞麟教練，因為當時他家境並不好，而李教練當時便伸出援手，幫助他學費問題及不斷給予他希望，鼓勵他繼續練球。

### 職業時期
待過陸光、台電、統一等業餘球隊，在1990年時，他加入了統一獅職業棒球隊，成為中華職棒聯盟的開朝元老之一。反觀今日的光彩，當年職棒聯盟初起步之時，並不受到外界看好，因此當賴崇光決定加入統一獅隊時，曾受到家人不小的反對。雖然在職業球隊的薪水較業餘球隊多，但原本待在台電隊的賴崇光已屬於台電員工，家庭生計並不成問題，因此家人並不希望他作太大的改變或冒險。「我那時候只是想，腳步一定要前人踏進，後人才能跟進」，賴崇光認為，環顧鄰近國家如日本、韓國，當時都已對職業棒球有一定投入，棒球既然稱之為台灣的國球，職業制度必定要有所發展，因此他毅然決然投入其中，就是希望作為推手，替台灣棒球界盡一份自己的力量。

### 淡出時期
然而，家人對賴崇光而言，始終都有著無可磨滅的地位。在職棒七年時，賴崇光就因為女兒生病的緣故，而放下過最愛的棒球。賴崇光回憶當時在屏東漁市辛苦販魚的妻子，不但必須出外賺錢，又得照顧孩子，不忍心之餘，他便做出了淡出職棒圈的決定。統一球團的領隊郭俊男甚至前往賴崇光家中，溫言問候有何需要幫助之處，讓他大受感動。於是當賴崇光決定再度復出時，雖有其他球隊與之接洽，並開出更好的價碼，他仍堅持在第一時間詢問老東家的意願，當得到的答案是「不管什麼時候，統一都需要你」時，賴崇光便再度披上綠色戰袍，持續又在統一獅隊多拼戰了五年，且擔任教練至2003年才宣布退休。

### 後期生活
離開職棒圈後，他前往兄姐所居住的新竹，開設棒壘球專賣店，賴崇光表示：「到新竹定居，就是希望能和家人多多相處。」。新竹眾所皆知的地方特色便是充滿著生活忙碌、工作量繁重的科技人才，然而賴崇光卻在因緣際會下，以另一種型式延續了他的夢想。由於在新竹開設棒壘球專賣店的數量並不多，能以真正的職業水準給與意見的賴崇光，便開始接到不少學校與公司行號壘球隊的邀約，希望能給予用具、技術上的指導。2005年某天，一群每個幾乎都重達一百公斤，卻對壘球有著無比熱情的「壯漢」直接找上門來，希望賴崇光能夠擔任球隊教練一職。在賴崇光希望能傳承運動家精神、基礎動作，並考慮到「或許可以帶動生意」的情況下，便答應了。
壘球隊以「信念」為名，賴崇光表示：「信念是一種堅持，技術、體能都可以再練，最重要的是一顆受教的心。」他以半專業的方式訓練球員，並持續灌輸著養成運動家精神的概念，辛苦自不在話下，因此練習期間有人離開，也有人放棄。不過球隊仍持續補進新人，因為信念壘球隊標榜著旨在吸收「真正想打球」的同好，一起「揮灑汗水，找回健康」。賴崇光提到，前來參加壘球隊的人大多都是具有高知識背景的碩、博士生，他們想要找回學生時代的夢想，那份在當年因念書而荒廢的永恆初心，因此總是努力學習，不會因為無關乎職業而隨便敷衍了事。這也是賴崇光最強調的態度，他認為：「展現一步一腳印的熱誠，事情才能做好！」目前信念壘球隊已成立三年，從起初球員以為自己已練習足夠，卻在乙組壘球聯賽慘遭九連敗，到達現在晉升至甲組聯賽水準，信念壘球隊真正做到球員如隊名，他們仍持續擁抱夢想，積極向前。

## 個人態度
即使賴崇光已離開職棒圈數年，但對台灣棒球生態的關心與了解，他仍不亞於線上球員。一連串球員簽賭、球團解散等負面事件，使得職棒蒙上一層陰影，賴崇光站在球員生涯逾三十年的角度來看，他指出一個受到完整訓練的棒球選手，經過十多年的苦練才有幸踏上職業的殿堂，然而身為運動選手的職業生命卻很短暫，又由於過去所受的訓練都是球技層面，一般社會上的工作教育並不完整，一旦退休卻無法獲得教練職位時，多半都只能在家待業、無所適從；球團無法做到讓球員無後顧之憂，簽賭、放水情事自然而然就會迸出。賴崇光認為：「球員不是用完就丟，退休球員沒有工作保障的普遍現象，便表示球團忽視永續經營的概念。」
另外，賴崇光也表示政府應該要介入管理。他回想起高中時某次參加國際賽事不幸落敗，回國時一抵達機場，每個球員只被給與五百元作為車馬費後便就地解散。「輸了就每個人發五百塊，贏了就是總統召見」，賴崇光感嘆道：「其實棒球不是台灣的國球，要贏球才算。」政府能做的不僅只是錦上添花，硬體設備的更新與保養、扶持小企業球團的經營、減稅、推動風氣等都是亟欲推動與考量的加強方式，才能讓「棒球是國球」不再只是虛泛的口號，而是真正能凝聚向心力、觸動心弦的美好。
對於球員本身，賴崇光依舊是給與「堅持」此二字忠言。即使自己已離開職棒圈，賴崇光認為他仍不斷的在學習與複習身為一個球員的態度：「想然後做，接著持續訓練便成為習慣動作，最後養成正確力學。」他將相同的概念套用到每個角色──無論是作為信念壘球隊的總教練，抑或是崇光棒壘球專賣店的老闆，並且抱持著「永不輕言放棄」的精神。店裡的牆上貼著友人贈與的書法隨筆，「堅持──是引人向善、向上以及利人利己之偉大力量。古今中外傑出人士皆具備此特質。成功之運動家更是。」
崇光棒壘專賣店座落於新竹市大學路上，沒有太大的店面，沒有華麗的擺設，櫥窗邊的模特兒身著職棒球隊統一獅的球衣，背後繡著偌大的名字──賴崇光；櫃台後裱框的球員卡、簽名球，以及掛在牆上的獎牌，都是賴崇光往日功績的最有力證明。在他的人生中，棒球始終是他的重心、驕傲、與永恆的夢想。

## 職棒生涯打擊成績
| 年度 | 球隊     | 出賽 | 打席 | 打數 | 得分 | 安打 | 二壘安打 | 三壘安打 | 全壘打 | 打點 | 盜壘 | 四死 | 三振 | 打擊率 | 上壘率 | 長打率 |
| ---- | -------- | ---- | ---- | ---- | ---- | ---- | -------- | -------- | ------ | ---- | ---- | ---- | ---- | ------ | ------ | ------ |
| 1990 | 統一獅隊 | 46   | 128  | 119  | 11   | 27   | 5        | 0        | 0      | 2    | 0    | 6    | 19   | .227   | .270   | .269   |
| 1991 | 統一獅隊 | 28   | 42   | 33   | 4    | 7    | 0        | 0        | 0      | 1    | 0    | 5    | 5    | .212   | .333   | .212   |
| 1992 | 統一獅隊 | 58   | 127  | 114  | 17   | 31   | 4        | 0        | 0      | 10   | 1    | 4    | 11   | .272   | .294   | .307   |
| 1993 | 統一獅隊 | 33   | 64   | 53   | 6    | 6    | 1        | 0        | 1      | 3    | 1    | 10   | 8    | .113   | .250   | .189   |
| 1994 | 統一獅隊 | 40   | 72   | 63   | 11   | 16   | 3        | 0        | 0      | 9    | 2    | 4    | 5    | .254   | .310   | .302   |
| 1995 | 統一獅隊 | 20   | 29   | 27   | 3    | 7    | 1        | 0        | 0      | 2    | 1    | 2    | 3    | .259   | .310   | .296   |
| 1997 | 統一獅隊 | 36   | 51   | 48   | 5    | 6    | 2        | 0        | 0      | 2    | 1    | 1    | 13   | .125   | .143   | .167   |
| 1998 | 統一獅隊 | 54   | 115  | 103  | 14   | 18   | 6        | 0        | 0      | 9    | 3    | 5    | 12   | .175   | .216   | .233   |
| 1999 | 統一獅隊 | 53   | 138  | 118  | 8    | 33   | 4        | 0        | 0      | 13   | 1    | 9    | 20   | .280   | .323   | .314   |
| 2000 | 統一獅隊 | 38   | 76   | 65   | 2    | 19   | 2        | 0        | 0      | 2    | 2    | 5    | 7    | .292   | .352   | .323   |
| 2001 | 統一獅隊 | 61   | 137  | 116  | 14   | 23   | 4        | 0        | 0      | 14   | 3    | 9    | 20   | .198   | .260   | .233   |
| 合計 | 11年     | 467  | 979  | 859  | 95   | 193  | 32       | 0        | 1      | 67   | 15   | 60   | 123  | .225   | .278   | .265   |

## 職棒生涯投球成績
| 年度 | 球隊     | 防禦率 | 投球局數 | 勝場 | 敗場 | 救援成功 | 出場數 | 奪三振 | 四死 | 完投 | 完封 | 被安打 | 被全壘打 | WHIP |
| 2000 | 統一獅隊 | 0.00   | 0.1      | 0    | 0    | 0        | 1      | 0      | 0    | 0    | 0    | 0      | 0        | 0    |

## 外部連結
- 賴崇光在台灣棒球維基館上的頁面（繁體中文）
- 球員資訊和成績在中華職棒官網（中文）
- 賴崇光 永不結束的棒球夢（页面存档备份，存于）